# 肋海林檎
肋海林檎（學名：Pleurocystites）是生存在晚奧陶紀的一種海林檎，其化石主要分布在歐洲和北美。牠們的柄呈錐狀，寬闊且柔軟，與萼很近，是由大小交替的小骨組成，兩條長長的腕羽從位於中間的口的兩側長出。肋海林檎生活在海底，以濾食維生。